# NME
New Musical Express (NME) este o revistă de muzică publicată pentru prima dată în 1952. Este des asociată cu muzica rock, alternativă și indie și a fost prima publicație britanică care a inclus un clasament al single-urilor, în 14 noiembrie 1952.
NME a fost achiziționată în 2019 de compania singaporeană de muzică BandLab Technologies, care și-a așezat toate publicațiile de muzică sub marca NME Networks în decembrie 2021, când compania a fost restructurată.

## Legături externe
- Site web oficial